# Troy Bayliss
Troy Bayliss (Taree, Nueva Gales del Sur, Australia, 30 de marzo de 1969) es un piloto de motociclismo de velocidad australiano. Compitió regularmente en el Campeonato Mundial de Superbikes desde 2000 hasta 2002 para la marca italiana Ducati, resultando campeón en 2001 y subcampeón en 2002. Luego disputó el Campeonato Mundial de Motociclismo en la clase MotoGP desde 2003 hasta 2005, obteniendo cuatro podios.
Bayliss retornó en 2006 al Campeonato Mundial de Superbikes, donde logró otros dos títulos en 2006 y 2008. Ese año se retiró del motociclismo con un total de 54 victorias y 94 podios en Superbikes, más una victoria como wild card en el Gran Premio de la Comunidad Valenciana de 2006.
En 2015, reapareció como wild card en dos fines de semana en Superbikes.

## Carrera deportiva

### Inicios
Al principio empezó a competir en campeonatos de Australia y como primer resultado notable consiguió el subcampeonato australiano de Supersport. Al siguiente año dio el salto al campeonato australiano de Superbikes terminando 3.º en el año 1997.
Su debut mundialista vino en 1997 al participar en el Gran Premio de Australia en la categoría de 250 cc como piloto invitado, terminando finalmente en 6.ª posición en la carrera.
La gran actuación en la carrera de Australia no pasó desapercibida y firmó un contrato para correr el campeonato británico ganándolo en la temporada 1999.

### Campeonato Mundial de Superbikes
Debutó en el año 2000 como sustituto de Carl Fogarty tras la lesión de este en Phillip Island. En 2001 sí pudo competir una temporada completa y rivalizó con el piloto de Honda, Colin Edwards aunque finalmente Bayliss consiguió ganar su primer campeonato mundial de Superbikes.
En 2002 hizo una excelente temporada al cosechar 14 victorias y 7 segundos puestos en 26 carreras, pero no pudo contra la regularidad de Colin Edwards y el estadounidense se llevó el campeonato, relegando al australiano al segundo puesto.

### MotoGP

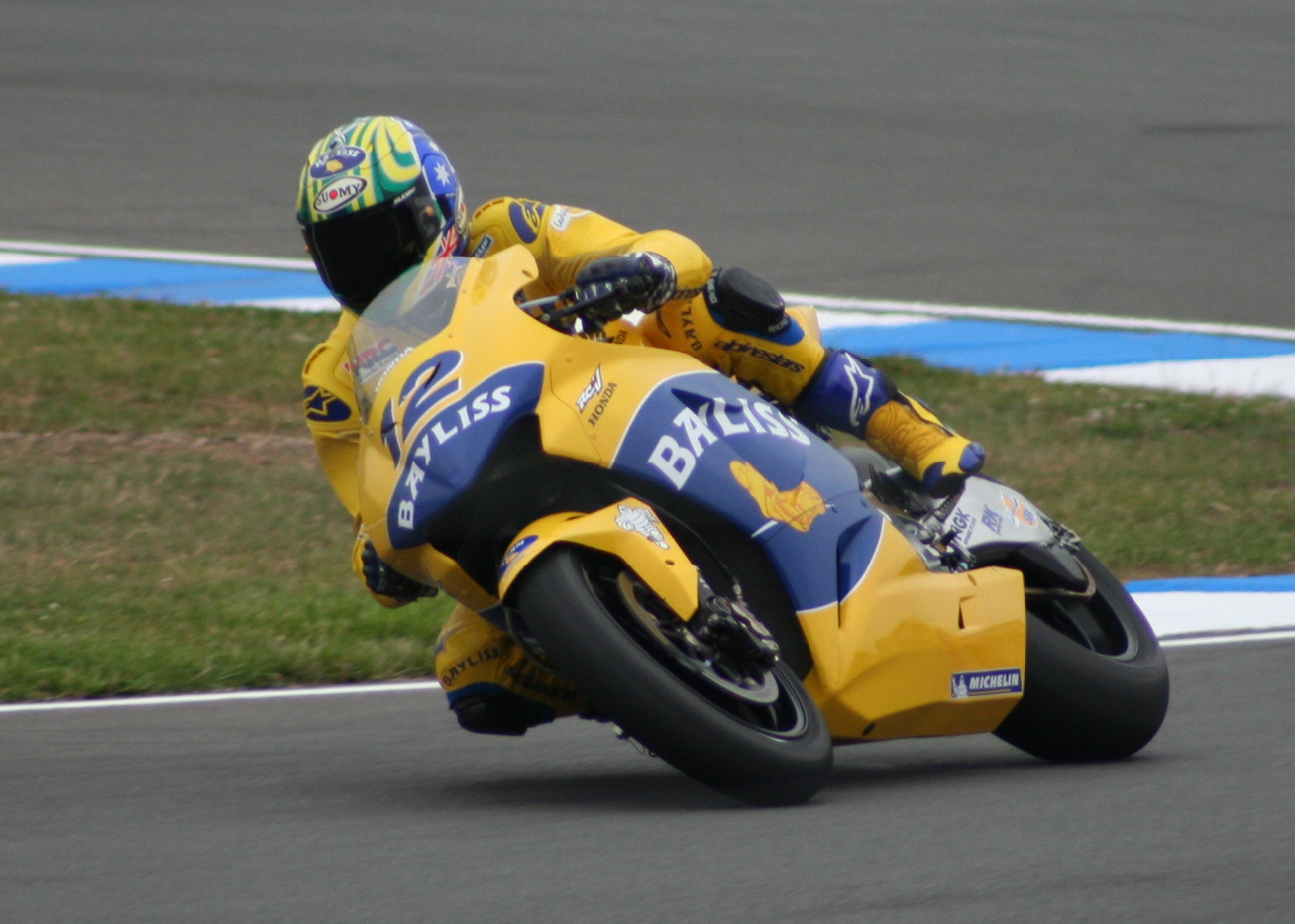
Bayliss en 2005 sobre la RC211V del Camel-Pons

Troy debutó de la mano de Ducati Corse en MotoGP en 2003, consiguiendo 3 podios y finalizando en la 6.ª posición final del campeonato de pilotos, rivalizando con Nicky Hayden por el título de novato del año.
La temporada 2004 fue negativa para Bayliss al finalizar en 14.ª posición en la clasificación final de pilotos con un solo podio. Esto provocó su salida de Ducati tras pilotar para ellos las últimas cinco temporadas.
Para la temporada 2005 corrió en el equipo privado Camel Honda, propiedad de Sito Pons. No obtuvo resultados muy brillantes y se perdió las seis últimas carreras de la temporada tras lesionarse en un brazo.
Tras esto volvió a Superbikes pero a finales de la temporada 2006 Ducati le ofreció correr la última carrera de la temporada de MotoGP en el Circuito Ricardo Tormo. Tras conseguir la segunda posición en la parrilla, logró su primera y única victoria en MotoGP.

### Regreso a Superbikes

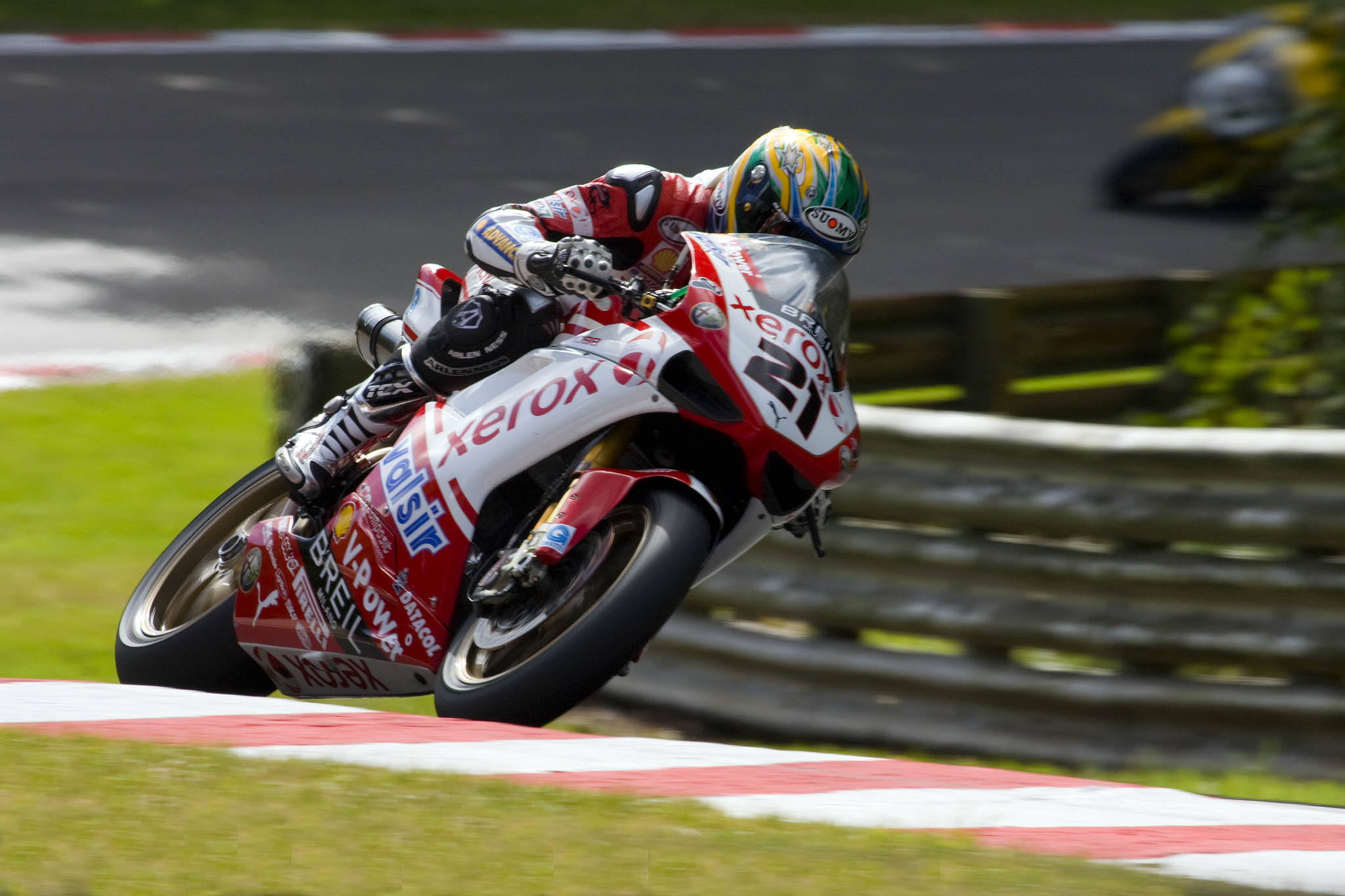
Bayliss en Brands Hatch en 2008 en SBK

Tras sus altibajos en MotoGP, volvió en la temporada 2006 al Campeonato Mundial de Superbikes de la mano de Ducati en su equipo oficial. Esto suspuso su resurgimiento al liderar la tabla tras las cinco primeras carreras con una racha de siete victorias consecutivas. Finalmente se alzó con el título de 2006 en Imola.
A pesar de la victoria como piloto invitado en la última carrera de 2006 en MotoGP, decidió continuar en Superbikes para defender su título en la temporada 2007.
En la temporada 2007 no consiguió defender su título ante James Toseland y se tuvo que conformar con una 4.ª plaza final en el campeonato de pilotos.
En 2008 siguió pilotando para Ducati con la nueva Ducati 1098. Fue campeón, consiguiendo la pole y la victoria en las dos mangas en la última cita del calendario en el Algarve portugués, un "perfecto".
Tras más de 10 años en las motos, Bayliss decidió retirarse definitivamente al finalizar 2008.
En el año 2015, a los 45 años, regresa a la competición en la primera carrera de la temporada en el circuito de Phillip Island en Australia, sustituyendo a Davide Giugliano con Ducati en el equipo Aruba.it Racing.

## Resultados

### Campeonato del Mundo de Motociclismo

#### Por temporada
| Temporada | Cat.   | Moto   | Equipo               | Carreras | Victorias | Podios | Poles | V.Ráp. | Pts. | Pos  |
| --------- | ------ | ------ | -------------------- | -------- | --------- | ------ | ----- | ------ | ---- | ---- |
| 1997      | 250cc  | Suzuki | Team Molenaar-Suzuki | 1        | 0         | 0      | 0     | 0      | 10   | 27.º |
| 2003      | MotoGP | Ducati | Ducati Marlboro Team | 16       | 0         | 3      | 0     | 0      | 128  | 6.º  |
| 2004      | MotoGP | Ducati | Ducati Marlboro Team | 16       | 0         | 1      | 0     | 0      | 71   | 14.º |
| 2005      | MotoGP | Honda  | Camel Honda Pons     | 11       | 0         | 0      | 0     | 0      | 54   | 15.º |
| 2006      | MotoGP | Ducati | Ducati Marlboro Team | 1        | 1         | 1      | 0     | 0      | 25   | 19.º |
| Total     |        |        |                      | 45       | 1         | 5      | 0     | 0      | 288  |      |

#### Por categoría
| Cat.   | Temporada | Primer GP            | Primer Podio      | Primera Victoria    | Carreras | Victorias | Podios | Poles | V.Rápidas | Pts. |
| ------ | --------- | -------------------- | ----------------- | ------------------- | -------- | --------- | ------ | ----- | --------- | ---- |
| 250cc  | 1997      | GP de Australia 1997 | -                 | -                   | 1        | 0         | 0      | 0     | 0         | 10   |
| MotoGP | 2003–2006 | GP de Japón 2003     | GP de España 2003 | GP de Valencia 2006 | 44       | 1         | 5      | 0     | 0         | 278  |
| Total  | 1997-2006 | 1997-2006            | 1997-2006         | 1997-2006           | 45       | 1         | 5      | 0     | 0         | 288  |

#### Carreras por año
(Carreras en negrita indica pole position, carreras en cursiva indica vuelta rápida)
| Año  | Cat.   | Moto   | 1      | 2       | 3       | 4       | 5       | 6       | 7       | 8       | 9       | 10      | 11    | 12      | 13      | 14      | 15      | 16      | 17      | Pts. | Pos  |
| ---- | ------ | ------ | ------ | ------- | ------- | ------- | ------- | ------- | ------- | ------- | ------- | ------- | ----- | ------- | ------- | ------- | ------- | ------- | ------- | ---- | ---- |
| 1997 | 250cc  | Suzuki | MAL    | JAP     | ESP     | ITA     | AUT     | FRA     | NED     | IMO     | ALE     | RIO     | GBR   | CZE     | CAT     | IDN     | AUS 6   |         |         | 10   | 27.º |
| 2003 | MotoGP | Ducati | JAP 5  | RSA 4   | ESP 3   | FRA Ret | ITA Ret | CAT 10  | NED 9   | GBR 5   | ALE 3   | CZE 3   | POR 6 | RIO 10  | PAC Ret | MAL 9   | AUS Ret | VAL 7   |         | 128  | 6.º  |
| 2004 | MotoGP | Ducati | RSA 14 | ESP Ret | FRA 8   | ITA 4   | CAT Ret | NED Ret | RIO Ret | GER Ret | GBR 5   | CZE Ret | POR 8 | JAP Ret | QAT Ret | MAL 10  | AUS 9   | VAL 3   |         | 71   | 14.º |
| 2005 | MotoGP | Honda  | ESP 6  | POR 11  | CHN Ret | FRA 10  | ITA 13  | CAT 8   | NED 11  | USA 6   | GBR Ret | ALE Ret | CZE 9 | JAP Les | MAL Les | QAT Les | AUS Les | TUR Les | VAL Les | 54   | 15.º |
| 2006 | MotoGP | Ducati | ESP    | QAT     | TUR     | CHN     | FRA     | ITA     | CAT     | NED     | GBR     | ALE     | USA   | CZE     | MAL     | AUS     | JAP     | POR     | VAL 1   | 25   | 19.º |

### Campeonato Mundial de Superbikes

#### Carreras por año
(Carreras en negrita indica pole position, carreras en cursiva indica vuelta rápida)
| Año  | Marca  | 1      | 1      | 2       | 2       | 3       | 3       | 4      | 4      | 5     | 5       | 6       | 6      | 7       | 7     | 8     | 8     | 9       | 9      | 10      | 10     | 11      | 11      | 12    | 12      | 13      | 13      | 14    | 14    | Pts. | Pos. |
| Año  | Marca  | R1     | R2     | R1      | R2      | R1      | R2      | R1     | R2     | R1    | R2      | R1      | R2     | R1      | R2    | R1    | R2    | R1      | R2     | R1      | R2     | R1      | R2      | R1    | R2      | R1      | R2      | R1    | R2    | Pts. | Pos. |
| ---- | ------ | ------ | ------ | ------- | ------- | ------- | ------- | ------ | ------ | ----- | ------- | ------- | ------ | ------- | ----- | ----- | ----- | ------- | ------ | ------- | ------ | ------- | ------- | ----- | ------- | ------- | ------- | ----- | ----- | ---- | ---- |
| 1997 | Suzuki | AUS 5  | AUS 5  | RSM     | RSM     | GBR     | GBR     | ALE    | ALE    | ITA   | ITA     | USA     | USA    | EUR     | EUR   | AUT   | AUT   | NED     | NED    | ESP     | ESP    | JAP     | JAP     | IDN   | IDN     |         |         |       |       | 22   | 20.º |
| 1998 | Ducati | AUS    | AUS    | GBR Ret | GBR Ret | ITA     | ITA     | ESP    | ESP    | ALE   | ALE     | RSM     | RSM    | RSA     | RSA   | USA   | USA   | EUR 13  | EUR 15 | AUT     | AUT    | NED     | NED     | JAP   | JAP     |         |         |       |       | 4    | 40.º |
| 2000 | Ducati | RSA    | RSA    | AUS     | AUS     | JAP Ret | JAP Ret | GBR    | GBR    | ITA 4 | ITA 4   | ALE 1   | ALE 4  | RSM 2   | RSM 2 | ESP 4 | ESP 3 | USA Ret | USA 7  | EUR 1   | EUR 2  | NED Ret | NED Ret | ALE 3 | ALE 2   | BHA 2   | BHA Ret |       |       | 6.º  | 243  |
| 2001 | Ducati | ESP 2  | ESP 2  | RSA 2   | RSA 2   | AUS 3   | AUS C   | JAP 13 | JAP 15 | ITA 1 | ITA 1   | GBR 13  | GBR 9  | ALE 2   | ALE 1 | RSM 1 | RSM 2 | USA 4   | USA 4  | EUR 5   | EUR 3  | OSC Ret | OSC 3   | NED 1 | NED 1   | IMO Ret | IMO DNS |       |       | 369  | 1.º  |
| 2002 | Ducati | ESP 1  | ESP 1  | AUS 1   | AUS 1   | RSA 1   | RSA 1   | JAP 5  | JAP 4  | ITA 1 | ITA 1   | GBR 5   | GBR 1  | ALE 1   | ALE 1 | RSM 1 | RSM 1 | USA 1   | USA 2  | BHA 3   | BHA 2  | OSC 2   | OSC 2   | NED 2 | NED Ret | IMO 2   | IMO 2   |       |       | 541  | 2.º  |
| 2006 | Ducati | QAT 2  | QAT 2  | AUS 6   | AUS 1   | ESP 1   | ESP 1   | ITA 1  | ITA 1  | EUR 1 | EUR 1   | RSM 1   | RSM 12 | CZE Ret | CZE 8 | GBR 1 | GBR 2 | NED Ret | NED 1  | ALE 7   | ALE 3  | ITA 5   | ITA 1   | FRA 4 | FRA 1   |         |         |       |       | 431  | 1.º  |
| 2007 | Ducati | QAT 5  | QAT 8  | AUS 1   | AUS 2   | EUR Ret | EUR DNS | ESP 3  | ESP 6  | NED 4 | NED 1   | ITA 2   | ITA 3  | GBR 1   | GBR C | RSM 1 | RSM 1 | CZE Ret | CZE 6  | BHA Ret | BHA 7  | ALE 4   | ALE 1   | VAL 2 | VAL 1   | FRA 2   | FRA 5   |       |       | 372  | 4.º  |
| 2008 | Ducati | QAT 1  | QAT 4  | AUS 1   | AUS 1   | ESP 2   | ESP 2   | NED 1  | NED 1  | ITA 3 | ITA Ret | USA Ret | USA 22 | ALE 2   | ALE 4 | RSM 3 | RSM 3 | CZE 1   | CZE 1  | GBR 2   | GBR 11 | EUR 1   | EUR Ret | VAL 6 | ITA 16  | FRA 3   | FRA 1   | POR 1 | POR 1 | 460  | 1.º  |
| 2015 | Ducati | AUS 13 | AUS 16 | THA 9   | THA 11  | ARA     | ARA     | NED    | NED    | ITA   | ITA     | GBR     | GBR    | POR     | POR   | RSM   | RSM   | USA     | USA    | MAL     | MAL    | ESP     | ESP     | FRA   | FRA     | QAT     | QAT     |       |       | 15   | 24.º |